# Nam vương Siêu quốc gia 2016
Nam vương Siêu quốc gia 2016 là cuộc thi Nam vương Siêu quốc gia lần thứ 1 được tổ chức tại Hala Sportowa Krynica-Zdrój, Krynica-Zdrój, Ba Lan vào ngày 3 tháng 12 năm 2016. Diego Garcy đến từ México đăng quang ngôi vị Mister Supranational.

## Kết quả

### Thứ hạng
| Hạng                      | Thí sinh |
| ------------------------- | --- |
| Mister Supranational 2016 | - México – Diego Garcy |
| Á vương 1                 | - Belarus – Sergey Bindalov |
| Á vương 2                 | - Ấn Độ – Jitesh Narush Thakur |
| Á vương 3                 | - Brasil – Bruno Scopel Vanin |
| Á vương 4                 | - România – Catalin Ionut Brinza |
| Top 10                    | - Venezuela – Gustavo Alejandro Acevedo Nicolazzo - Đan Mạch – Marcus Rosenberg Jørgensen - Ba Lan – Rafał Jonkisz § - Panama – Michael Piggott - Nhật Bản – Ricky Wakabayashi |
| Top 20                    | - Séc – Jan Pultár - Malta – Neil Scerri - Bỉ – Johnny Gaspart - Slovakia – Karol Kotlár - Tây Ban Nha – José de Haro Sánchez - Puerto Rico – Christian Trenche Ocasio - Philippines – Alberto Rodulfo Yap dela Serna - Pháp - Bryan Patrice Weber - Thụy Điển – Ali Ghafori - Anh Quốc – Rex Newmark |

### Lục địa
| Lục địa | Thí sinh                          |
| ------- | --------------------------------- |
| Africa  | - Ai Cập – Mohamed Mustafá Medhat |
| America | - México – Diego Garcy            |
| Asia    | - Ấn Độ – Jitesh Narush Thakur    |
| Europe  | - Belarus – Sergey Bindalov       |
| Oceania | - Hawaii – Fletcher Barnes        |

### Giải thưởng đặc biệt
| Giải thưởng                 | Thí sinh                                                          |
| --------------------------- | ----------------------------------------------------------------- |
| Mr. Elegance                | - México – Diego Garcy                                            |
| Mr. Photogenic              | - Pháp – Bryan Patrice Weber                                      |
| Mr. Personality             | - Slovakia – Karol Kotlár                                         |
| Mr. Friendship              | - Thụy Điển – Ali Ghafori                                         |
| Mr. Internet                | - Philippines – Alberto Rodulfo Yap dela Serna                    |
| Best Physique               | - Bỉ – Johnny Gaspart                                             |
| Multimedia Awards (MobStar) | - Ba Lan – Rafał Jonkisz §                                        |
| Top Model                   | - Ấn Độ – Jitesh Narush Thakur                                    |
| Photo Challenge             | - Đan Mạch – Marcus Rosenberg Jørgensen                           |
| Drift Challenge             | - Trinidad và Tobago – Adam Josef Modzelewski                     |
| Supra Chef Challenge        | - Anh Quốc – Rex Newmark                                          |
| Swimming Challenge          | - Ba Lan – Rafał Jonkisz                                          |
| Overall Challenge           | - Anh Quốc – Rex Newmark - Puerto Rico – Christian Trenche Ocasio |

- § Lọt vào top 10 thông qua bình chọn qua Mobstar và đăng quang giải thưởng đặc biệt tại Mister Multimedia Awards.

## Các thí sinh
36 thí sinh dự thi.
| Quốc gia/vùng lãnh thổ | Thí sinh                            | T.k.          |
| ---------------------- | ----------------------------------- | ------------- |
| Ai Cập                 | Mohamed Mustafá Medhat              | [ 5 ]         |
| Angola                 | Osvaldo Cháves                      | [ 6 ]         |
| Anh Quốc               | Rex Newmark                         | [ 7 ] [ 8 ]   |
| Argentina              | Matias Ferrario                     | [ 9 ]         |
| Ấn Độ                  | Jitesh Narush Thakur                | [ 10 ] [ 11 ] |
| Ba Lan                 | Rafał Jonkisz                       | [ 12 ] [ 13 ] |
| Belarus                | Sergey Bindalov                     | [ 14 ] [ 15 ] |
| Bỉ                     | Johnny Gaspart                      | [ 16 ] [ 17 ] |
| Brasil                 | Bruno Scopel Vanin                  | [ 18 ] [ 19 ] |
| Canada                 | Matthew Materiale                   | [ 20 ] [ 21 ] |
| Đan Mạch               | Marcus Rosenberg Jørgensen          | [ 22 ]        |
| Ethiopia               | Yohannes Asfaw Abdisa               | [ 23 ] [ 24 ] |
| Hawaii                 | Fletcher Barnes                     | [ 25 ]        |
| Hà Lan                 | Rico Malle                          | [ 26 ]        |
| Hoa Kỳ                 | Walker Barnes                       | [ 27 ]        |
| Malta                  | Neil Scerri                         | [ 28 ] [ 29 ] |
| México                 | Diego Garcy                         | [ 30 ]        |
| Nhật Bản               | Ricky Wakabayashi                   | [ 31 ]        |
| Panama                 | Michael Piggott                     | [ 32 ]        |
| Paraguay               | Alexandre Kuhnen Doerner            | [ 33 ]        |
| Pháp                   | Bryan Patrice Weber                 | [ 34 ] [ 35 ] |
| Phần Lan               | Joonas Laajanen                     | [ 36 ]        |
| Philippines            | Alberto Rodulfo Yap dela Serna      | [ 37 ] [ 38 ] |
| Puerto Rico            | Christian Trenche Ocasio            | [ 39 ] [ 40 ] |
| România                | Catalin Ionut Brinza                | [ 41 ]        |
| Séc                    | Jan Pultár                          | [ 42 ]        |
| Slovakia               | Karol Kotlár                        | [ 43 ]        |
| Sri Lanka              | Shan Fernando                       | [ 44 ]        |
| Suriname               | Roché Raoul Kioe-A-Sen              | [ 45 ]        |
| Tây Ban Nha            | José de Haro Sánchez                | [ 46 ]        |
| Thái Lan               | Phanupong Wanthamat                 | [ 47 ] [ 48 ] |
| Thụy Điển              | Ali Ghafori                         | [ 49 ]        |
| Thụy Sĩ                | Fabio Reguengo                      | [ 50 ] [ 51 ] |
| Trinidad và Tobago     | Adam Josef Modzelewski              | [ 52 ]        |
| Trung Quốc             | Gao Ximin                           | [ 53 ]        |
| Venezuela              | Gustavo Alejandro Acevedo Nicolazzo | [ 54 ]        |